# Cyanomethylentriphenylphosphoran
Cyanomethylentriphenylphosphoran (kurz CMPP, auch Triphenylphosphoranylidenacetonitril) ist eine organische Verbindung aus den Stoffgruppen der Nitrile und Phosphorane.

## Reaktionen und Verwendung
CMPP kann zur Synthese von Cyanolipiden verwendet werden. Dazu wird zunächst 1,3-Dibromaceton unter Katalyse mit Tetrabutylammoniumbromid mit Fettsäuresalzen, beispielsweise Natriumoleat, umgesetzt, um einen entsprechenden Fettsäureester herzustellen. Durch Wittig-Reaktion der Carbonylgruppe mit CMPP wird dann die α,β-ungesättigte Nitril-Einheit aufgebaut.
CMPP kann als Reagenz für Mitsunobu-Reaktionen verwendet werden. Nucleophile, die in diesen Reaktionen eingesetzt werden, müssen normalerweise eine hohe Acidität aufweisen (pKa < 11). Mit stabilisierten Phosphoranen wie CMPP oder Cyanomethylentrimethylphosphoran, können jedoch weniger acide Verbindungen wie Alkohole verwendet werden. Meist wird die Methylverbindung eingesetzt, diese hat jedoch den Nachteil, dass sie sehr empfindlich gegen Wasser und Luft ist. CMPP ermöglicht beispielsweise die O-Alkylierung von Indazolinon mit Cyclopentanol.
Durch Reaktion von Carbonsäuren mit CMPP in Gegenwart von 1-Ethyl-3-(3-dimethylaminopropyl)carbodiimid und Dimethylaminopyridin und anschließende Oxidation mit Ozon entstehen α,β-Diketonitrile. Durch Reaktion mit einem geeigneten Nucleophil können diese Acyclcyanide Cyanwasserstoff abspalten und verschiedene Säurederivate bilden. Gegenüber der ursprünglichen Carbonsäure weisen diese ein zusätzliches Kohlenstoffatom in einer α-Carbonylgruppe auf. Mit Wasser als Nucleophil kann wieder eine Carbonsäure erhalten werden, mit Alkoholen entsprechende Ester. Mit Aminen, beispielsweise Benzylamin oder Aminosäureestern, können Amide erhalten werden.
Des Weiteren wurde CMPP verwendet, um Cyanomethylencyclopropan, ein Isomer von Pyridin herzustellen, sowie zur Herstellung funktionalisierter Alkene durch Reaktion mit Sulfonyliminen.